# Imre Vadász
Imre Vadász (Előszállás, 10 novembre 1959) è un ex calciatore ungherese, di ruolo difensore o centrocampista.

## Biografia
È il padre di Viktor Vadász, anche lui calciatore professionista.

## Carriera
Ha totalizzato 382 gare e 25 reti in 15 stagioni della massima divisione ungherese, prevalentemente con la maglia del Videoton. Ha totalizzato anche 19 presenze nelle gare di Coppa UEFA, fra cui i due incontri della finale della 1984-1985 disputata dal Videoton.

## Palmarès

### Competizioni internazionali
- Coppa Intertoto: 2

Videoton: 1983, 1984